# Federal (альбом)
Federal — дебютний студійний альбом американського репера E-40, виданий 10 листопада 1993 р. на лейблі Sick Wid It Records. Платівка посіла 80-ту сходинку чарту Top R&B/Hip-Hop Albums.
У 1995 р. лейбл Jive Records перевидав Federal. На альбомі відсутні 3 треки.

## Список пісень

### Оригінальна версія (1993)
1. «Drought Season» (з участю Kaveo)
2. «Rat Heads»
3. «Federal»
4. «Outsmart the Po Po's» (з участю B-Legit)
5. «Hide 'n' Seek»
6. «Carlos Rossi»
7. «Tanji II»
8. «Let Him Have It» (з участю Little Bruce)
9. «Questions» (з участю Lil E)
10. «Extra Manish» (з участю Mugzi)
11. «Get Em Up»
12. «Nuttin Ass Nigga»
13. «Rasta Funky Style»
14. «Shouts Out»

### Перевидання (1995)
1. «Drought Season» (з участю Kaveo)
2. «Rat Heads»
3. «Federal»
4. «Outsmart the Po Po's» (з участю B-Legit)
5. «Hide 'n' Seek»
6. «Let Him Have It» (з участю Little Bruce)
7. «Questions» (з участю Lil E)
8. «Extra Manish» (з участю Mugzi)
9. «Carlos Rossi»
10. «Nuttin Ass Nigga»
11. «Shouts Out»

## Семпли
Extra Manish
- «Left Me Lonely» у виконанні MC Shan

Drought Season
- «One Love» у виконанні Whodini

Hide 'n' Seek
- «Flirt» у вик. Cameo

Rat Heads
- «No Name Bar» у вик. Айзека Хейза
- «Short Dog's in the House» у вик. Too Short

## Чартові позиції
| Чарт (1993)                         | Найвища позиція |
| ----------------------------------- | --------------- |
| US Billboard Top R&B/Hip-Hop Albums | 80              |